# Bolivarella calens
Bolivarella calens är en insektsart som beskrevs av Henri Saussure 1887. Bolivarella calens ingår i släktet Bolivarella och familjen Pamphagidae. Inga underarter finns listade i Catalogue of Life.